# Каппони, Карла
Карла Каппони, она же Маленькая англичанка (7 декабря 1918, Рим — 24 ноября 2000, Цагароло, Лацио) — итальянская партизанка и политик, получившая Золотую медаль за воинскую доблесть за участие в итальянском движении сопротивления.

## Биография

### Молодость
Карла Каппони выросла в Риме, была старшим ребёнком в семье. Она училась в Ennio Quirino Visconti Liceo Ginnasio в одном классе с Карло Лиццани и Пьеро Делла Сета, будущим членом городского совета от коммунистов. 
В 1940 году её отец, горный инженер, умер, и трём сёстрам пришлось работать, что вынудило Карлу Каппони также бросить изучение права.
19 июля 1943 года, сразу после бомбардировки Сан-Лоренцо, Карла бросилась в поликлинику в поисках своей матери и осталась там в качестве добровольца. Впоследствии она позволяла коммунистическим активистам, включая Джоаккино Джесмундо, Лучано Лусану, Адель Бей, Карлу Анджелини и Марио Лепоратти, тайно собираться в своей квартире перед Форумом Траяна. На одной из таких встреч она познакомилась с Росарио Бентивеньей, студентом-медиком на три года младше; на виа Маргутта, в мастерской скульптора Нино Франчины, она встретила активиста Филиберто Сбарделла (одного из лидеров Красного знамени).

### Итальянское сопротивление
Примерно во время немецкой оккупации Италии (1939—1945) Карла вступила в Коммунистическую партию Италии и начала участвовать в сопротивлении. Товарищ по борьбе описал её как «эту молодую блондинку, которая вышла ночью стрелять в немцев … с оружием в руках, первая среди первых, она участвовала в десятках акций, весьма отличившись». Во время войны она была известна как «Маленькая англичанка» (Inglesina).

Среди её первых крупных акций было убийство немецкого офицера, выходящего из отеля «Эксельсиор» с портфелем с планами обороны города. Каппони описывала событие:
«Это был травмирующий опыт. Я почти хотела окликнуть его, заставить обернуться… но я знала, что он вооружен. Казалось невозможным, что с моим миролюбивым характером, против любой формы насилия, я должна держать пистолет, направить на него и выстрелить ему в спину. Я взяла его портфель. Я была в шоке… Я побежала по улице с пистолетом в руке… Шел дождь, и слезы текли по моему лицу… После преодоления первоначального шока, особенно после того, как многие из наших товарищей были арестованы и подвергнуты пыткам, все наши сомнения сменились чистой решимостью бороться за наше дело».
Во время атаки на Виа Раселла 23 марта 1944 года она стала заместителем командира отряда Gruppi di Azione Patriottica (GAP; «Группы патриотического действия»). После освобождения Рима союзниками (июнь 1944 года) вышла из подполья. 

### После войны
22 сентября 1944 года Каппони вышла замуж за Росарио Бентивенью, с которым она сражалась в Сопротивлении. В 1945 году она родила дочь Елену. Позже, в 1974 году, пара развелась.
В 1953 году Карла была избрана в Палату депутатов как член Итальянской коммунистической партии. Она пробыла там два срока, с 1953 по 1958 год, а затем с 1972 по 1976 годы. На последних выборах 1972 года в римском округе получила наибольшее количество голосов по списку после лидера ИКП Энрико Берлингуэра. 
За несколько месяцев до смерти она опубликовала мемуары Con cuore di donna. Она также работала в исполнительном комитете Национальной ассоциации итальянских партизан до своей смерти в 2000 году. 
Тело было кремировано и первоначально захоронено на кладбище Верано. В 2014 году её дочь Елена (умершая в следующем, 2015 году, в возрасте 69 лет), не получив разрешения похоронить родителей вместе на некатолическом кладбище Рима в Тестаччо, по их пожеланию и в знак уважения к их воле, развеяла их прах в реке Тибр.
Каппони была награждена Золотой медалью за воинскую доблесть. Она была одной из шестнадцати итальянок, удостоенных этой чести.

## Избирательная история
| Выборы  | Палата           | избирательный округ          | Партия | Голоса | Результат  |
| ------- | ---------------- | ---------------------------- | ------ | ------ | ---------- |
| 1953 г. | Палата депутатов | Рим-Витербо-Латина-Фрозиноне | PCI    | 13 691 | Избрана    |
| 1958 г. | Палата депутатов | Рим-Витербо-Латина-Фрозиноне | PCI    | 5629   | Не избрана |
| 1972 г. | Палата депутатов | Рим-Витербо-Латина-Фрозиноне | PCI    | 40 585 | Избрана    |